# Feel My Power
Feel My Power è l'album di debutto di MC Hammer, pubblicato nel 1987.
Nel 1988 il disco venne ristampato con alcune differenze nella tracklist ed il titolo Let's Get It Started.

## Tracce
1. That's What I Said
2. Ring 'Em
3. Get It Started
4. Feel My Power
5. The Thrill Is Gone
6. Mix It Toss It & Bust It
7. Son of the King
8. Brother Versus Brother
9. I Can Make It Better